# كوت النخر (سيئون)
'

تعديل مصدري - تعديل

كوت النخر هي إحدى قرى عزلة سيئون بمديرية سيئون التابعة لمحافظة حضرموت، بلغ تعداد سكانها 73 نسمة حسب تعداد اليمن لعام 2004.